# Маньківка (Гайсинський район)
Манькі́вка — село в Україні, у  Бершадській міській громаді Гайсинського району Вінницької області.

## Історія
7 (20) листопада 1917 року, відповідно до Третього Універсалу Української Центральної Ради, увійшло до складу Української Народної Республіки. 
З 1921 — стабільний комуністичний режим.
Під час другого голодомору у 1932–1933 роках, проведеного радянською владою, загинуло 88 осіб. У роки Другої світової війни діяло гетто, куди нацистами насильно зганялися євреї.
12 червня 2020 року, відповідно розпорядження Кабінету Міністрів України № 707-р «Про визначення адміністративних центрів та затвердження територій територіальних громад Вінницької області», село увійшло до складу Бершадської міської громади.
19 липня 2020 року, в результаті адміністративно-територіальної реформи та ліквідації Бершадського району, село увійшло до складу Гайсинського району.

## Населення

### Мова
Розподіл населення за рідною мовою за даними :
| Мова            | Кількість | Відсоток |
| --------------- | --------- | -------- |
| українська      | 1545      | 98.60%   |
| російська       | 19        | 1.22%    |
| білоруська      | 1         | 0.06%    |
| румунська       | 1         | 0.06%    |
| інші/не вказали | 1         | 0.06%    |
| Усього          | 1567      | 100%     |

## Уродженці
- Барабаш Діомід Петрович (31.01.1982 — 22.11.2022) — український військовик, учасник російсько-української війни[7].
- Зуб Юрій Леонідович — український вчений у галузі фізичної хімії та хімії поверхні.
- Осадчук Андрій Миколайович (18.11.2000 — 10.02.2023) — український військовик, учасник російсько-української війни[8][9].
- Наталка Поклад — поетеса, публіцист, перекладач, громадська діячка .
- Січак Віталій Олександрович (1972 — 2022)  — старший солдат ЗСУ, учасник російсько-української війни[10].
- Стоян Володимир Антонович — український математик.
- Тарковський Руслан Сергійович (23.01.1998 —31.08.2022) — український військовик, учасник російсько-української війни[11].
- Яремко Михайло Анатолійович (21.11.1975 — 19.09.2023)— український військовик, учасник російсько-української війни[12].

### Проживали
Барашенко Юрій Петрович (02.05.1966 — 03.08.2016) — український військовик, учасник російсько-української війни.
Урсул Іван Васильович (01.11.1973 — 08.10.2023) — український військовик, учасник російсько-української війни.